# Seonjo av Joseon
Seonjo av Korea, född 1552, död 1608, var en koreansk monark. Han var kung av Korea mellan 1567 och 1608.